# Битка код Ангоре
Битка код Ангоре (данашње Анкаре) одиграла се 28. јула 1402. године између Османлија под заповедништвом султана Бајазита I и Турко-Монгола под заповедништвом емира Тимура (Тамерлана). Тимур је из битке изашао као победник док је султан Бајазит I кога је војска издала, пао у заробљеништво и убрзо умро. Исход битке имао је за последицу губитак већине освојених територија у Малој Азији и стагнацију турске експанзији за дужи временски период.
На страни Турака Османлија се борила и српска војска под заповедништвом Стефана Лазаревића, који након пораза постаје угарски вазал.

## Прилике пред битку
Тежећи да успостави ранију Џингис-каново царство, турко-монголски освајач Тимур, усмерио је крајем 14. века своје освајачке походе према западу, у правцу предње Азије. У исто време је турски султан Бајазит I ширио власт Османлија у супротном правцу, освајајући редом кнежевине Турака Селџука у Малој Азији, чији су се емири склањали код Тимура.
Повод за непријатељство и рат између Тимура и Бајазита је био јерменски кнез Тахартен са престоницом кнежевине у граду Ерзинџану који се налазио на горњем току реке Еуфрат у источној Анадолији а на граници Османлијског царства. Бајазит је захтевао од Тахартена да му плаћа порез као вазал и да му преда тврђаву Камаг. Тахартен је одговорио Бајазиту да је вољан да плати вазалски порез али не и да му преда тврђаву Камаг. Кад је Бајазит запретио да ће Тахартен изгубити и тврђаву и целу територију кнежевине, Тахартен се за помоћ и заштиту обратио Тимуру. Тимур је послао увредљиво писмо Бајазиту у коме каже да је Бајазит само мрав који може да буде смрвљен ако падне под слоново стопало и да је Тахартен под заштитом великог Тимура. Бајазит је такође одговорио увредљиво. Он се чуди како на свету може постојати таква будала као што је Тимур која се тако дрско обраћа владару коме, по величини и моћи, нема равног у свету.
У пролеће 1402. године кренуо је Тимур преко Ерзинџана за Сивас. Опсада града Сивас је трајала врло кратко и завршила се покољем свих виђенијих Турака тога града и рушењем самога града. Бајазит је послао свога најстаријег сина Сулејмана Челебију са војском од 200.000 у одбрану града али град је био већ пао у руке Тимура. Тимур је од Сиваса упао у Сирију којом је владао египатски султан Мамлук. У Сирији је разорио Дамаск где је поклао скоро све становништво и само мали број занатлија и уметника поштедио и послао их у Самарканд. Одатле је отишао у Персију, провинцију Горња Јерменија где је намеравао да проведе лето. Са своје стране, Бајазит је, да би осветио разарање Сиваса, напао и разорио Ерзинџан. У то време су Мануило, византијски цар и Ђеновљани Пере, понудили савез Тимур по коме би они препречили бродовима Дарданеле и онемогућили долазак турске војске из Европе у помоћ Бајазиту. Тимур је из Персије ушао истим путем у Турску преко Ерзинџана за Сивас  (данас Никсар у провинцији Токат, Турска).
Када је Тимур напао Анатолију, Бајазит је са војском опседао Константинопољ. Бајазит је напустио опсаду Константинопоља и вратио се у Малу Азију да би се супротставио Тимуру.. Мануило и Ђеновљани су напустили савез са Тимуром и омогућили Турцима из Европе да се врате у Малу Азију.
Дотле је Бајазит прикупио своју војску код Ангоре и одатле пошао на исток према Токату, да сачека Тимура на планинском и покривеном терену, који је више погодовао османлијској војсци, чија је главна снага била у пешадији. Мудро бирајући бојно поље погодно за коњанике који су чинили главнину турко-монголске војске, Тимур није покушао да пресече пут Бајазиту, већ је са својим татарским коњаницима заобишао Токат с југа, путем према Цезареји у Кападокији. То је било време жетве па је Тимур наредио да се скупи довољно жита за војску за све време овог похода. Од Цезареје Тимур се упутио према Ангори и утаборио се код места Кирчер које је било на пола пута између Цезареје и Ангоре. Тимурова коњица је наставила са пљачком Анатолије све до Ангоре. Тимуров закључак је био да ударом по дубини земље и пљачком ће приморати Бајазита да организује потеру. Пошто је Бајазитова војска углавном пешадија и спора у потери то би дало Тимуру могућност да слаби Османску државу изнутра и бира време и место напада на турску војску и тиме је уништи.
Бајазит је кренуо ка Ангори са својом војском само да би по доласку установио да су се Монголи утаборили на месту где је првобитно био турски логор и да су заузели изворе слатке воде. Једини извор који је текао према турским положајима био је загађен. Међутим, археолошки налази у долини као и модерна археолошка истраживања указују да су Монголи извршили значајне инжињерске радове како би у одсудном тренутку скренули ток потока ка унапред припремљеним резервоарима и на тај начин оставили османску војску без воде. На овај начин Монголи су испровоцирали Бајазита на напад у ситуацији која је била знатно неповољнија за његову војску. Иако је имао могућност да се повуче и пронађе алтернативне изворе воде, а да уз помоћ извиднице настави да прати даље кретање турко-монголске војске и изабере најповољнији тренутак за напад, тврдоглави Бајазит, којем су његови људи наденули надимак „Муња” одлучио се за напад.

## Сукобљене стране
О обостраној јачини сукобљених страна нема поузданих података. Бајазиту придају хроничари око 90-120.000, а његовом противнику 840.000 људи. У појединим изворима спомињу се чак бројке од 600.000 Турака и преко 1.000.000 Монгола, међутим, према ономе што се зна о њиховој војној организацији, Тимур није могао имати више од 80.000, а Бајазит највише око 40.000. У Бајазитовој војсци, међу његовим вазалима, било је око 2.000 Срба које је предводио Стефан Лазаревић. Уз њега био је његов брат Вук и њихови сестрићи Гргур и Ђурађ, синови Вука Бранковића. Међу српским ратницима било је неколико стотина тешко оклопљених коњаника. Бајазит је у склопу своје војске имао катапулте за бацање грчке ватре али је у журби да стигне Монголе оставио своју артиљерију далеко иза себе. С друге стране Тимур је у саставу војске имао 32 борбена слона и бацаче нафте, мада су и једни и други имали мали утицај на ток битке.

## Битка
У зору 28. јула обе су се војске постројиле за битку северно од Ангоре. На крилима турског борбеног поретка налазили су се коњаници (спахије, акинџије и вазалне трупе). Левим османлијским крилом, на којем се налазила анадолска војска, заповедао је најстарији Бајазитов син Сулејман (Мусулман Челеби). Десним крилом од 20.000 коњаника, које је било састављено од румелијске војске, међу којима се налазило и 5.000 српских војника са око 500—600 тешких коњаника, заповедао је Бајазитов шурак, Стефан Лазаревић (Песир Лаус). У средишту турског распореда налазила се најјача формација турске војске састављена од јаничара и азапа којима је заповедао лично султан Бајазит као и елитне турске коњице спахија којима је командовао Бајазитов други син Мехмед.
Ток битке може се реконструисати само у главним потезима. Турци су напали први. До судара је дошло најпре између десног турко-монголског и левог османлијског крила. Монголи су одбачени акцијом српских трупа чију храброст истичу византијски и персијски извори. Српски коњаници растерали су монголске стрелце на коњима и сударили се са монголском коњицом која је под силним налетом тешко оклопљених српских коњаника почела да попушта и да се повлачи. За њима је наступала српска пешадија. Према неким изворима брзина напредовања српске тешке коњице је била толика да је Бајазит у једном тренутку, уплашен да ће његово лево крило бити одсечено од главнине снага издао наредбу за њихово повлачење на положаје ближе центру турске војске. На десном османлијском крилу трупе тек потчињених селџучких емирата, које су одмах прешле на страну Монгола, почеле су да подилазе десном крилу турског распореда. Потом је уследио снажан напад монголске коњице који је у потпуности разбио десно турско крило. После извесног времена сва је лака османлијска коњица била разбијена, а Стефан Лазаревић одсечен од центра који је још увек одолевао монголским нападима. Када је Стефан Лазаревић видео да турска војска напушта бојно поље и да даља борба нема више смисла, одлучио је да се повуче. У току повлачења, иако рањен, пробио се заједно са својим оклопницима до Бајазита како би му омогућио да се повуче. Тврдоглави Бајазит, који је још увек чврсто држао центар са 10.000 јаничара, одбио је да напусти бојно поље верујући да исход битке још увек није одлучен. Када је овај одбио, Стефан се повукао сам према западу штитећи од монголских одреда Сулејманово повлачење. Дуж овог пута у близини Анкаре и дан данас постоји топоним Срп гази (српски победник) који сведочи о храбрости и јунаштву српске војске. Бајазит је на једном вису наставио борбу с јаничарима до вечери, али је при покушају да се пробије пао с коња и био заробљен. Умро је након осам месеци  у ропству. Заробљен је и Гргур Бранковић, али је касније откупљен.

## Исход
Тимур је после победе похарао Бурсу у којој се налазила Бајазитова ризница. Претпоставља се да је том приликом заробљена Бајазитова супруга Оливера, сестра Стефана Лазаревића, иако неки историчари тврде да је она заробљена на самом бојном пољу, али ју је након тога Стефан откупио и одвео на свој двор. Тимур је у почетку имао коректан однос према заробљеном Бајазиту али не задуго. Почео је да га води свуда са собом у кавезу и да га користи као ослонац за ноге. Врхунац иживљавања био је када је Тимур наредио да га Оливера у Бајазитовом присуству служи вином. Иако неки извори наводе да је Бајазита ударила кап, други сматрају да је понижен овим призором испио отров сакривен у прстену или да је извршио самоубиство лупајући главом о решетке кавеза. Углавном, Бајазит је умро у марту 1403. након осам месеци проведених у заробљеништву.
Тимур је после битке наставио да гони остатке побеђене турске војске. Мануилов синовац Јован VII и Ђеновљани су опет били на страни Турака и помогли да се остаци турске војске, под командом најстаријег Бајазитовог сина Сулејмана, пребаце у Европу на сигурно пошто Тимур није имао морнарицу. Овај поступак Јована VII и Ђеновљана је разбеснио Тимура да је запретио Ромејима и Ђеновљанима да ће доћи копненим путем и казнити их за ово непоштовање договореног савеза. 
Тимур, који је наставио даља освајања у Малој Азији убрзо је освојио Смирну коју су бранили витезови Јовановци и спалио је. Поново је вратио на власт емире које је Бајазит истерао из Анадолије. Османлијска држава је била на граници пропасти али је Тимурова изненадна промена планова дошла у прави час. Иако у позним годинама, Тимур је одлучио да организује поход на Кину. Умро је на пола пута. Најстарији Бајазитов син Сулејман, који је из борбе за престо изашао као победник, наставио је да води активну политику у Анадолији како би је поново уврстио у територије османлијске државе. У следећих 50 година турска власт је поново успостављена над Анадолијом. Мехмед II Освајач, коначно је испунио Бајазитов завет и освојио Константинопољ 1453. год.
Стефан Лазаревић је на повратку у Српску земљу застао у Константинопољу, где је од, намесника и савладара византијског цара Манојла II, Јована VII добио титулу деспота, највише византијско достојанство после царског. На повратку у Србију упустио се у борбу за престо са својим сестрићем Ђурђем Бранковићем која ће трајати све до њиховог измирења 1412. год. За време владавине деспота Стевана Лазаревића и његовог наследника Ђурђа Бранковића Српска деспотовина ће доживети поновни процват и обнову државности, али ће под сталним османским налетима поклекнути и коначно престати да постоји са падом Смедерева 1459. год.